# アルフレッド・ミッチェル＝イネス
アルフレッド・ミッチェル＝イネス（英語: Alfred Mitchell-Innes、1864年6月30日 - 1950年2月13日 ）は、イギリスの外交官である。オスマン帝国のエジプト副王アッバース・ヒルミー2世からはメディジディー勲章を授与されている。
外交官時代に書いた『貨幣信用論』の記事により、経済学者として後世に名を遺すことになった。

## 家族

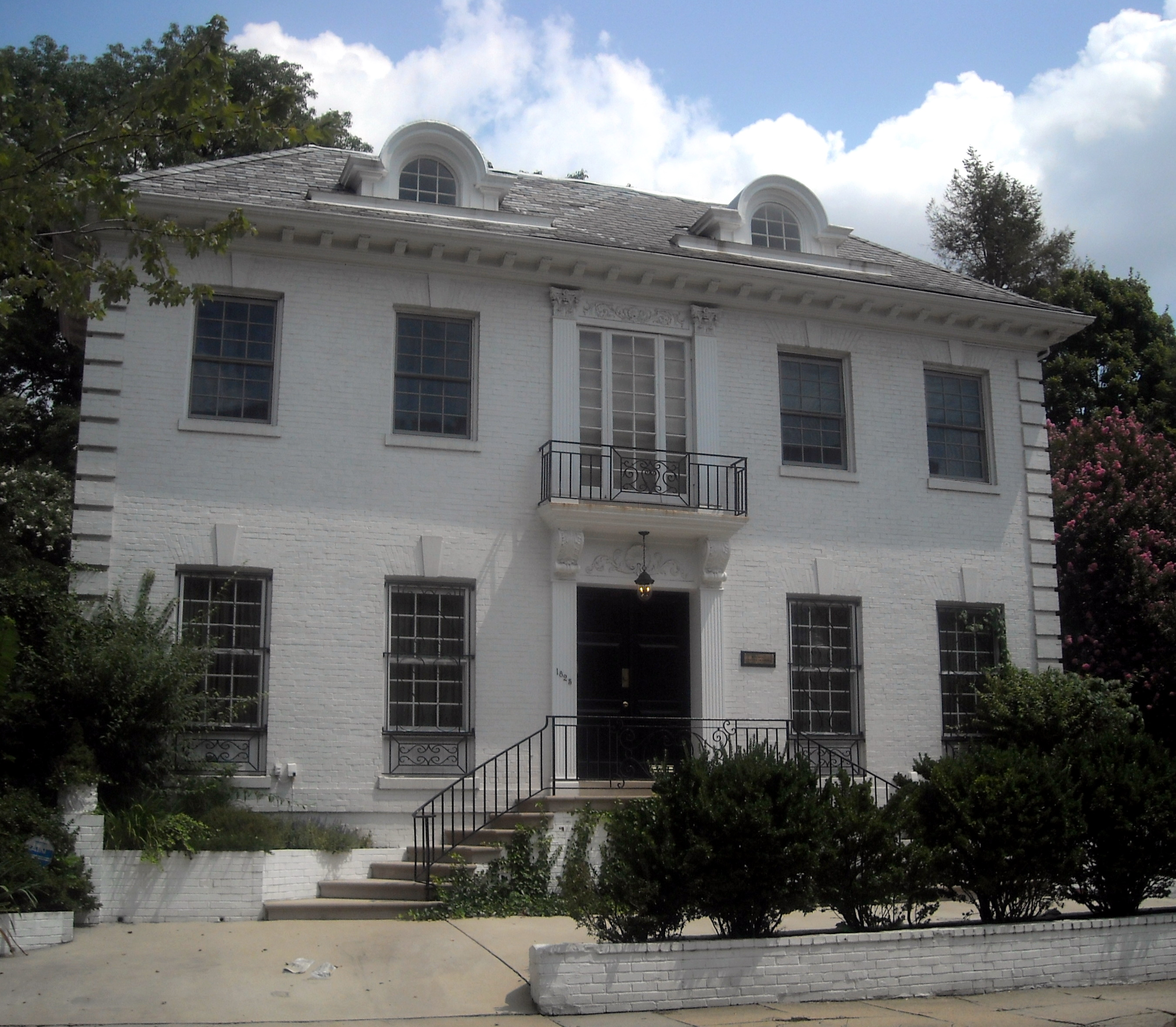
ワシントンD.C.でのアルフレッド・ミッチェル＝イネスの旧居

ミッチェル＝イネスは、アレクサンダー・ミッチェル＝イネス(1811年–1866年）とその二人目の妻ファニー・オーガスタ(1821年–1902年)の間に生まれた末っ子であった。アルフレッドはスコットランドのエディンバラで誕生し、1919年にマンダーストン准男爵ウィリアム・ミラー卿の息女エヴリン（彼女は再婚）と結婚した。

## 経歴
私教育の後、ミッチェル＝イネスは1890年にイギリス外務省に入り、翌年からカイロ勤務となる。1896年、彼はシャムの国王ラーマ5世の財務顧問になった。1899年にエジプトの財務次官に任命され、1908年から1913年までワシントンD.C.のイギリス大使館で参事官を務めた。彼は1913年から1919年までウルグアイの公使を務め、その後引退職した。 
ワシントン駐在中に、ミッチェル＝イネスは『The Banking Law Journal 』誌に貨幣と信用に関する2つの記事を寄稿した。一つ目の記事の『What is Money? (貨幣とは何か？) 』は、ジョン・メイナード・ケインズから良い記事であると『Economic Journal』誌に評価する書評が掲載され、二つ目の記事の『The Credit Theory of Money (貨幣信用論) 』が出版されることとなった。その後長らく忘却され、数十年後にL.ランダル・レイによって再発見されたこの記事は、彼から「貨幣の性質・特徴について20世紀に書かれた最高の記事」として称賛されている。
ミッチェル＝イネスは退職後、イングランドのベッドフォードの町の議会活動に関わり、1921年から1931年までと1934年から1947年までの2度、町会議員を務めた。

## 刊行物
- 'Love and The Law: a study of Oriental justice', Hibbert Journal, January 1913, pp. 273–296.
- 'What is Money', The Banking Law Journal, May 1913, pp. 377–408
- 'The Credit Theory of Money', The Banking Law Journal, Vol. 31 (1914), Dec./Jan., pp. 151–168.
- Martyrdom in our Times: Two essays on prisons and punishments, Williams & Norgate: London, 1932.